# Camp profund extrem del Hubble

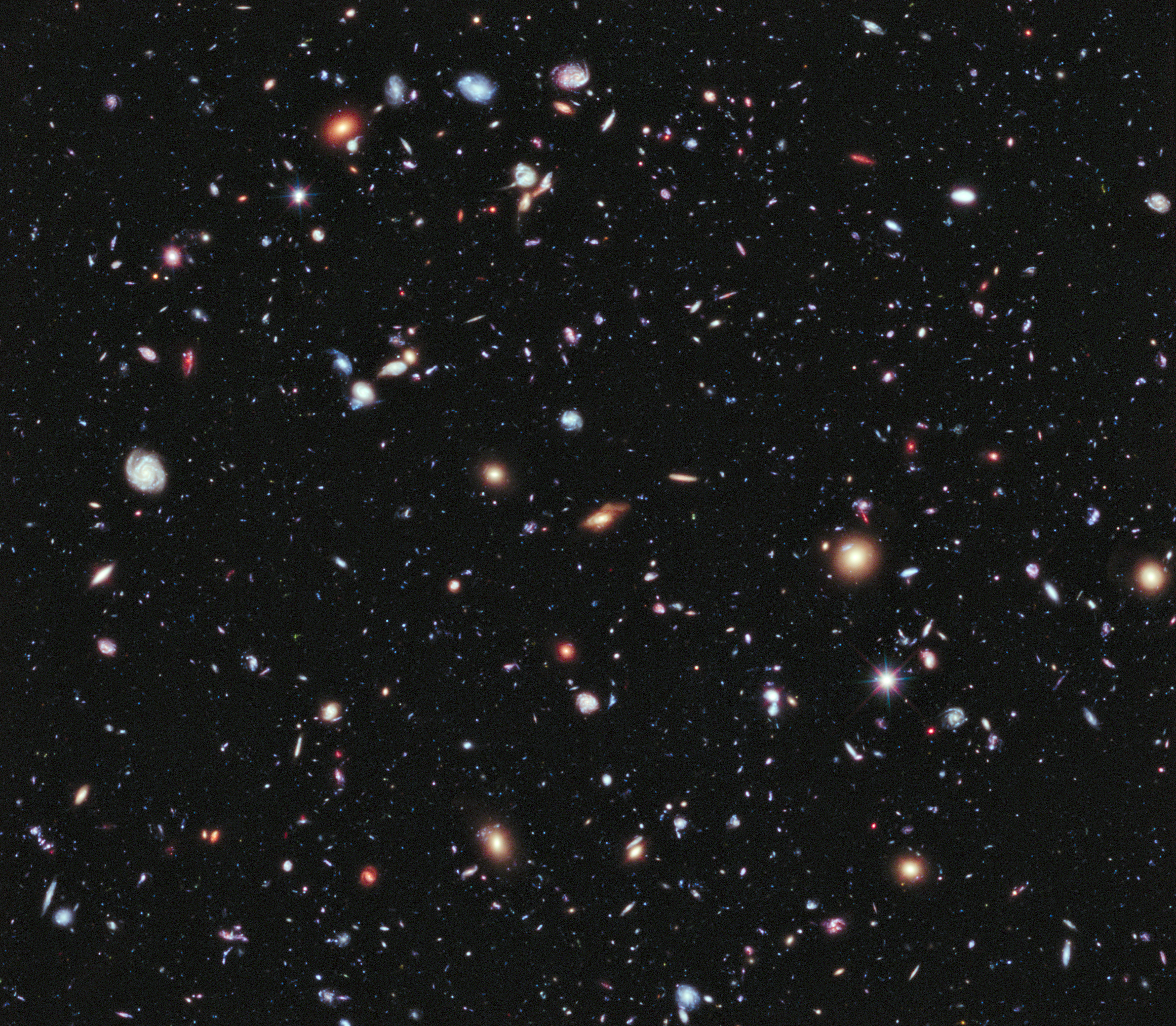
Camp profund extrem de l'Hubble

El camp profund extrem de l'Hubble (XDF) és una imatge d'una petita part de l'espai al centre del camp ultraprofund de l'Hubble dins de la constel·lació del Forn, que mostra la vista òptica més profunda de l'espai.
Presa el 25 de setembre del 2012, la imatge XDF compila 10 anys d'imatges anteriors i mostra galàxies des 13.200 milions d'anys. El temps d'exposició va ser de dos milions de segons, o aproximadament 23 dies. Les galàxies més tènues són una deu mil milionèsima de la brillantor del que l'ull humà pot veure. Moltes de les galàxies més petites són galàxies molt joves que, amb el temps, es van convertir en grans galàxies, com la Via Làctia i altres galàxies del nostre veïnat galàctic.
El camp profund extrem de l'Hubble, o XDF, afegeix altres 5.500 galàxies a les descobertes pel camp ultraprofund de l'Hubble.

## Galeria

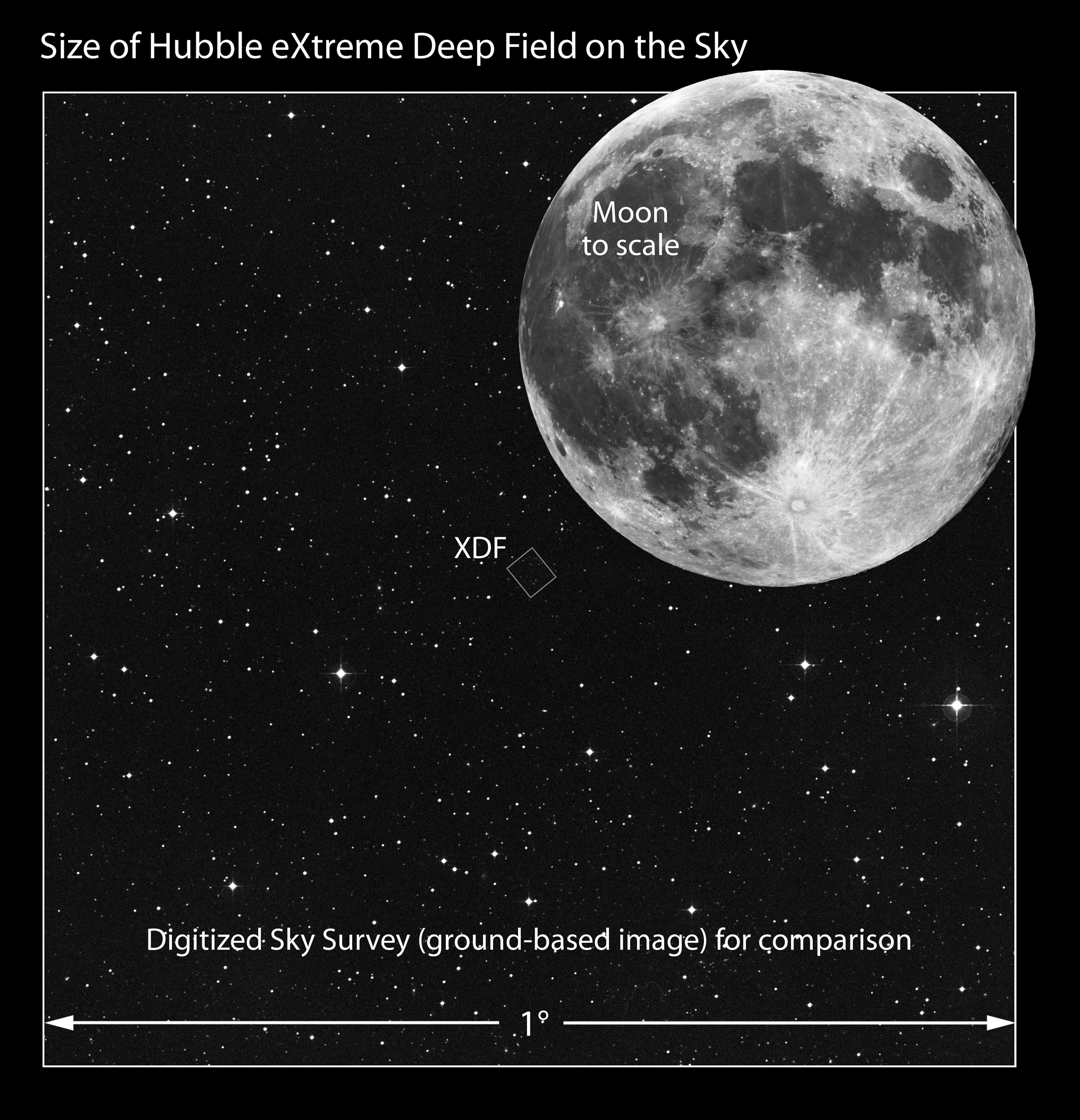
La mida de l'XDF en comparació amb la mida de la lluna -diversos milers de galàxies, cadascuna composta de milers de milions d'estrelles, apareixen en aquesta petita vista
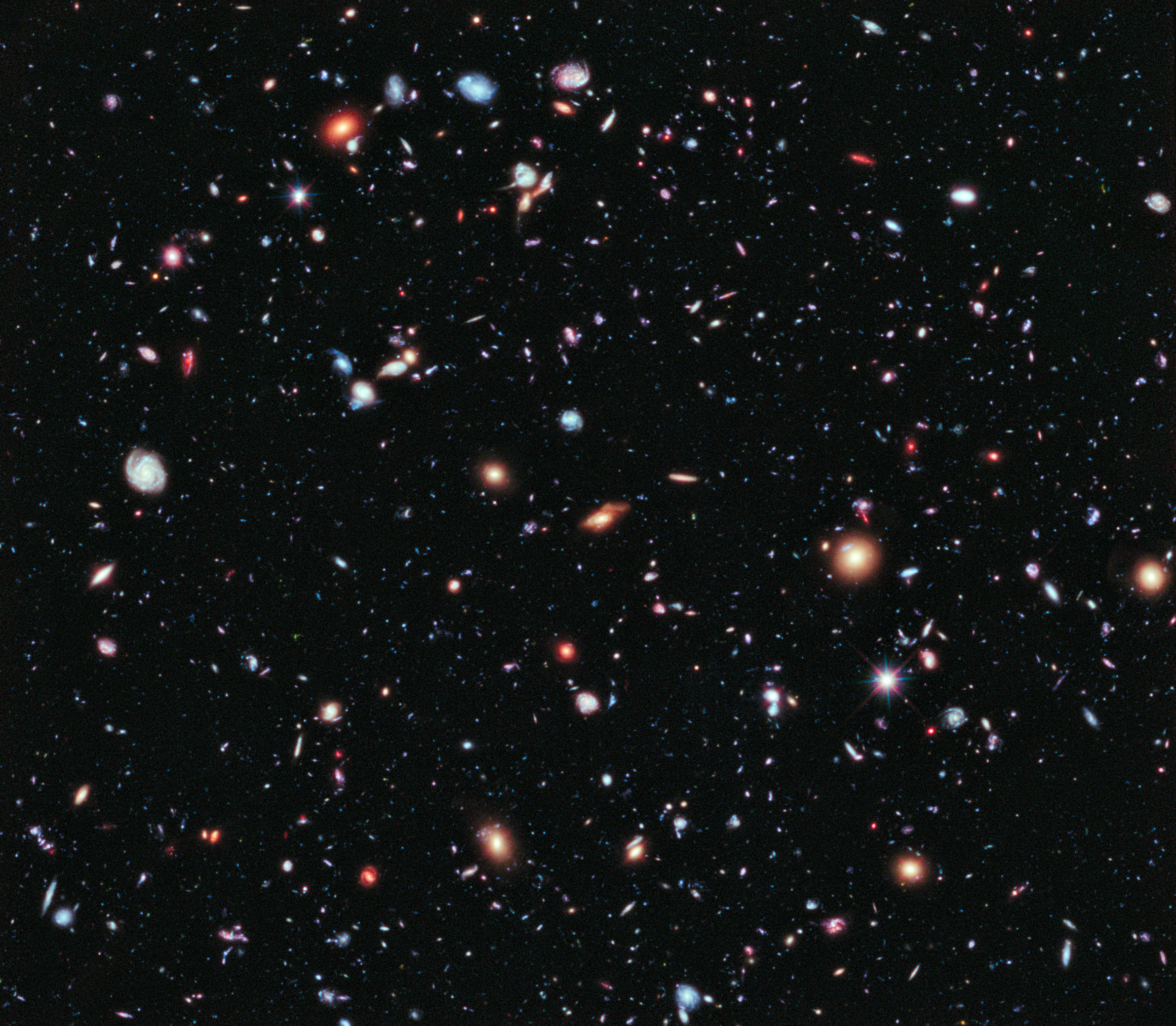
Vista XDF (2012) -cada partícula de llum és una galàxia- algunes d'aquestes són de fins 13.200 milions anys d'antiguitat[1]-; l'univers s'estima conté 200.000.000.000 de galàxies
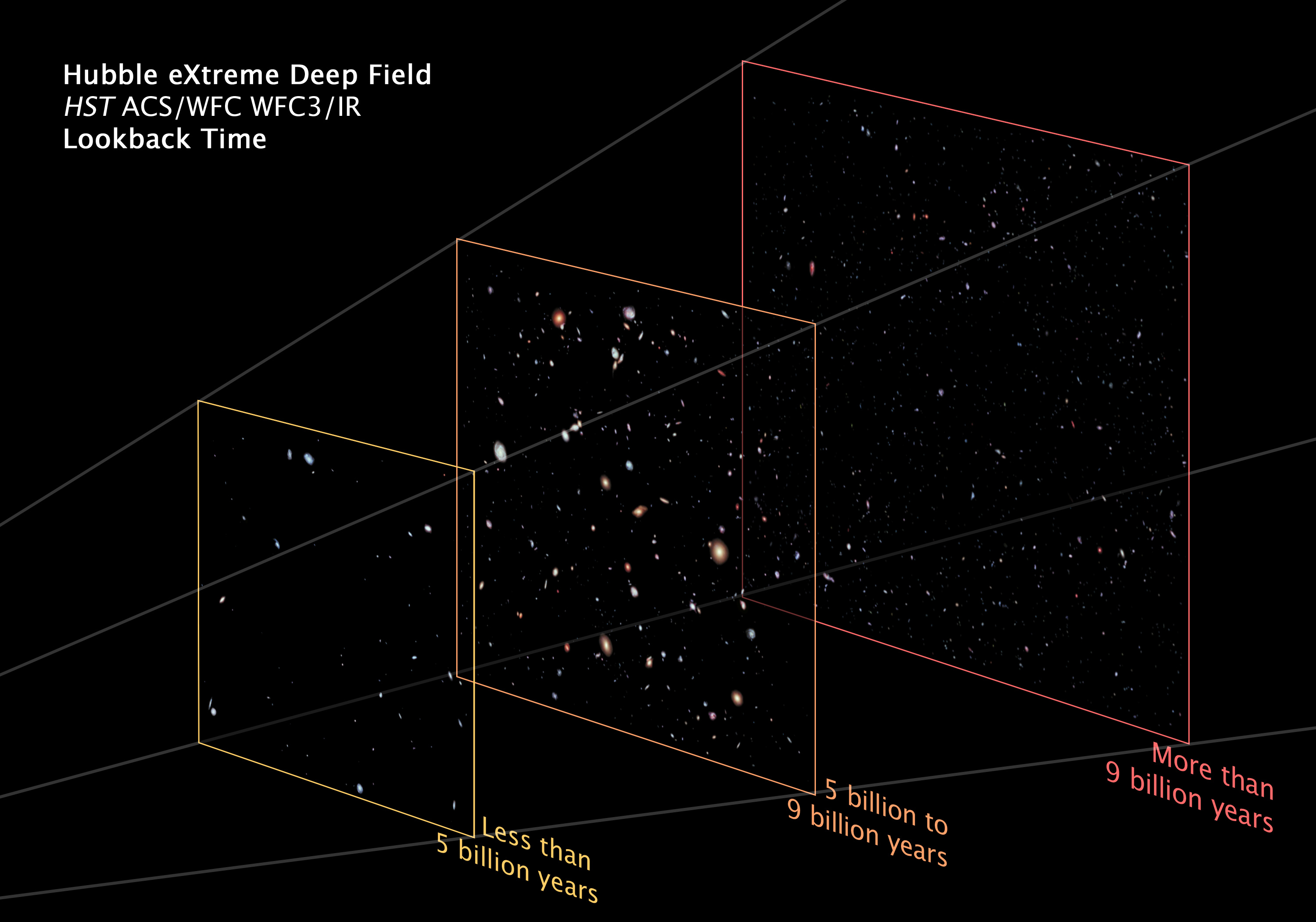
La imatge XDF mostra les galàxies madures en el pla frontal -galàxies gairebé madures de 5 a 9 milions d'anys- protogalàxies més enllà de 9 mil milions d'anys
- Vídeo (02:42) sobre com es va fer la imatge del camp profund extrem de l'Hubble (anglès)